# Duntisbourne Abbots
Duntisbourne Abbots is een civil parish in het bestuurlijke gebied Cotswold, in het Engelse graafschap Gloucestershire met 225 inwoners.